# Longest Night
『Longest Night』（ロンゲスト・ナイト）は、ザ・グルーヴァーズのシングル。

## 内容
オリコンチャートで唯一100位以内にランクインされた。カップリング「ニューエイジ」は佐野元春のカバー。

## 批評
『CDジャーナル』は「得意のスピード感あふれるファンキーなロックンロールを聴かせてくれる。藤井一彦のダイナミックなギター・カッティングと男気のあるヴォーカルはやっぱりカッコイイ」と評した。

## 収録曲
全曲　編曲：THE GROOVERS
1. Longest Night
作詞・作曲：藤井一彦
2. スマイル
作詞・作曲：藤井一彦
3. ニューエイジ
作詞・作曲：佐野元春